# Gutagamba

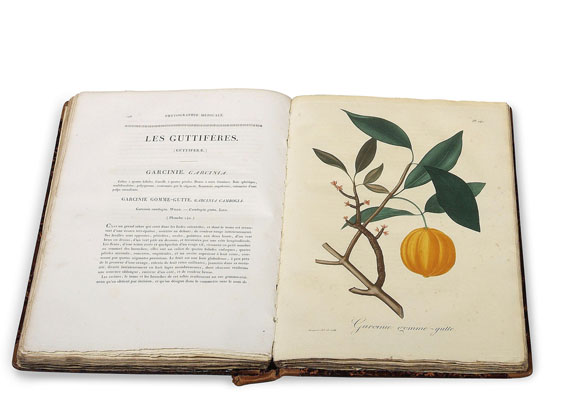
Il·lustració d'una branca amb fulles, flors i fruit de «Garcinie gomme–gutte» en el llibre Phytographie médicale (1821–1824), del metge francès Joseph R. Roques. El llibre tracta sobre les toxines vegetals.

La gutagamba, guta o gomaguta (del malai gatah, ‘goma’) és una gomoresina segregada per arbres de la família de les gutíferes, com Garcinia morella i Garcinia hanburyi, que també reben el nom comú de «gutagamba». Aquests arbres són originaris del sud-est asiàtic.
La gutagamba s'usa en la indústria dels vernissos i pintures, i també com a pigment groc per a pintar a l'aquarel·la. El seu ús com a pigment data del segle VIII.

## Denominació en l'Índex internacional de les colors
- Natural Yellow 24, NY 24[2]

## Composició
La gutagamba es compon en un 70 a 80 % de resina, mentre que en un 15 a 25 % és goma hidrosoluble. La resina sembla estar constituïda principalment per àcid gambògic; també conté xantones. El component de goma hidrosoluble està basat en carbohidrats.
Molts dels components de la gutagamba són citotoxines, per la qual cosa el pigment és verinós, així com fortament diürètic.

## Obtenció
Les espècies d'arbres dels quals s'extreu la gutagamba són principalment Garcinia hanburyi, G. morella, G. cambogia, G. elliptica i G. heterandra. El procediment tradicional per a la collita consisteix a practicar talls en l'escorça dels arbres i recollir la resina en canyes de bambú; una vegada solidificada aquella, s'extreu de les canyes, de la qual cosa resulten unes barres cilíndriques de color marró vermellós. Històricament, la gutagamba s'ha comercialitzat en aquesta forma.
En polvoritzar-se la resina seca, es torna d'una color groc intens.

## Historia i usos

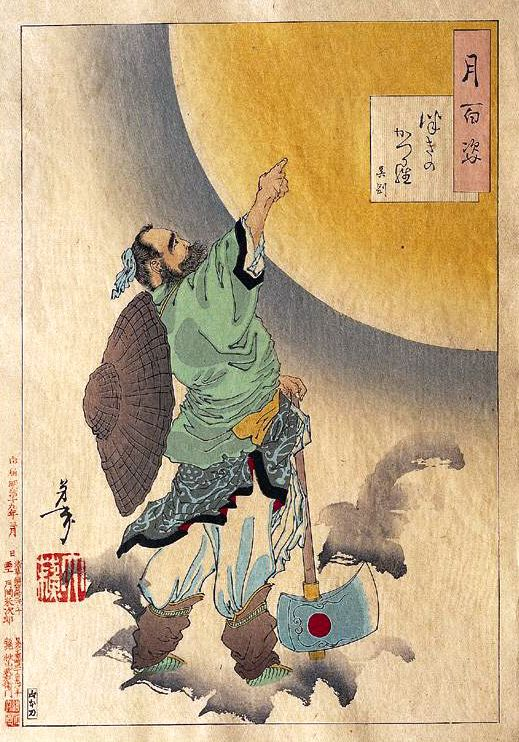
«La lluna de l'arbre de casia» (Tsuki no katsura), ukiyo-e de Tsukioka Yoshitoshi, anterior a 1892, de la sèrie Cent aspectes de la lluna. La gutagamba és un dels pigments tradicionals emprats en la tècnica de gravadura japonesa ukiyo-e.

L'ús de la gutagamba com a pigment groc es remunta al segle VIII i es localitza inicialment a Àsia, incloent-hi el Japó i la Xina; a la Xina també va ser utilitzada des de temps antics amb finalitats medicinals, però se'n sabia del seu caràcter verinós, per la qual cosa el seu ús era principalment pictòric.
El 1603 va arribar a Europa de la Xina un exemplar botànic de gutagamba, que va ser descrit pel metge i botànic Clusius en 1605, i posteriorment la planta va ser incorporada en la medicina europea com purgante. Ja en 1612 les botigues de Frankfurt oferien gutagamba amb fins medicinals. Quant al pigment de gutagamba, durant el segle XVII era importat per nacions europees amb regularitat, encara que pot ser que també en èpoques anteriors arribés de tant en tant a Europa.
A Occident, la gutagamba es va emprar almenys fins al segle xix com a purgant i vermífug, s'administrava en dosis segures, puix que la seva toxicitat era ben coneguda.
Per a ser usada en pintura artística, la gutagamba es pot combinar amb la majoria dels mitjans pictòrics, encara que alguns autors van expressar reserves respecte de la mescla amb calç (el que dificultaria el seu ús en frescos) i amb blanc de plom. Amb addició de resina o de cera es podia emprar en la tècnica de l'oli, mentre que per a usar-la a l'aquarel·la bastava de diluir-la en aigua, vist que la goma vegetal que conté obra com a aglutinant. És soluble en oli i també en vernissos amb alcohol. No obstant això, té poca estabilitat davant l'acció de la llum.
Ocasionalment, la gutagamba era adulterada mitjançant l'addició d'altres substàncies. En el Diccionario teórico, práctico, histórico y geográfico de comercio espanyol (1840) es llegeix:
| « | La millor gutagamba ha de ser seca, de color pujat, que no sigui sorrenca, ni mesclada amb una altra goma vermella, clara i transparent que en disminueixi la valor. | » |

Aparentment, aquestes adulteracions es feien amb resina de pi (colofònia) i midó, i algunes vegades amb sorra, farina d'arròs i dextrina. El midó alterava la color del producte, per la qual cosa es corregia amb cromat de plom.
Encara que se sap que la gutagamba va ser ben coneguda a Orient i a Occident, i probablement utilitzada amb assiduïtat en pintura artística, en poques oportunitats ha estat identificada inequívocament en una obra d'art. En conté, per exemple, la capsa d'aquarel·les del pintor anglès J.M.W. Turner (1775–1851).
La gutagamba es va usar en aquarel·les fins fa relativament poc temps, ja sola o barrejada amb altres pigments (com a indi i blau de Prússia) per a obtenir altres colors; va ser un dels components originals del verd Hooker. Actualment, el seu ús s'ha aturat en favor de pigments grocs menys sensibles a la llum i menys tòxics.

## Com a color
Guta, groc guta o groc gutagamba és la denominació d'una coloració específica basada en la de la gutagamba. Es tracta d'un groc clar, de saturació moderada. Aquesta color és compresa en els patrimonis iconolingüístics tradicionals de les cultures de l'Índia.
En idioma anglès, la color de la gutagamba es denomina gamboge i s'entén per aquest terme un groc fort. A la dreta, una mostra d'aquesta coloració, presa de l'obra A Dictionary of Color, de Maerz i Paul (1930).